# جایزه بزرگ بلژیک ۱۹۸۸
جایزه بزرگ بلژیک ۱۹۸۸ (انگلیسی: ‎1988 Belgian Grand Prix‎) یک مسابقهٔ موتوری در رشتهٔ اتومبیل‌رانی فرمول یک بود که در تاریخ ۲۸ اوت ۱۹۸۸ در اسپا-فرانکورشان واقع در اسپا، بلژیک برگزار شد. این گراند پری در میان ۱۶ گراند پری در فصل ۱۹۸۸، مسابقهٔ شمارهٔ ۱۱ بود.
در این مسابقه که در ۴۳ دور و به مسافت ۲۹۸٫۴۲۰ کیلومتر (۱۸۵٫۴۳۰ مایل) برگزار شد، پول پوزیشن توسط آیرتون سنا کسب شد و سریع‌ترین زمان برای طی یک دور پیست که برابر با ۲:۰۰٫۷۷۲ بود نیز توسط گرهارد برگر به ثبت رسید.
آیرتون سنا از تیم مک‌لارن-هوندا، آلن پروست از تیم مک‌لارن-هوندا و ایوان کاپلی از تیم مارچ-جاد به‌ترتیب مقام‌های اول تا سوم مسابقه را کسب کردند.

## رده‌بندی قهرمانی پس از مسابقه
| جایگاه | راننده       | امتیاز |
| ------ | ------------ | ------ |
| ۱      | آیرتون سنا   | ۷۵     |
| ۲      | آلن پروست    | ۷۲     |
| ۳      | گرهارد برگر  | ۲۸     |
| ۴      | تیری بوتسن   | ۲۰     |
| ۵      | میشل آلبورتو | ۱۶     |
| منبع:  |              |        |

| جایگاه | سازنده        | امتیاز |
| ------ | ------------- | ------ |
| ۱      | مک‌لارن-هوندا' | ۱۴۷    |
| ۲      | فراری         | ۴۴     |
| ۳      | بنتون-فورد    | ۲۹     |
| ۴      | لوتوس-هوندا   | ۱۷     |
| ۵      | مارچ-جاد      | ۱۱     |
| منبع:  |               |        |

یادداشت
- تنها پنج جایگاه نخست از هر رده‌بندی نمایش داده شده‌است.